# Sandercock-Nunatakker
Die Sandercock-Nunatakker sind eine isolierte Gruppe von Nunatakkern im ostantarktischen Enderbyland. Sie ragen 72 km ostsüdöstlich der Nye Mountains auf.
Wissenschaftler der Australian National Antarctic Research Expeditions entdeckten sie im Dezember 1959 aus der Luft und erkundeten sie nach der Landung vor Ort. Das Antarctic Names Committee of Australia benannte sie nach dem Flugstaffelführer James C. Sandercock von der Royal Australian Air Force, Flugdienstleiter auf der Mawson-Station im Jahr 1959.